# Acalypha brevicaulis
Acalypha brevicaulis é uma espécie de flor do gênero Acalypha, pertencente à família Euphorbiaceae.